# Donnie Nietes
Donnie Liboon Nietes (* 13. Mai 1982 in Murcia, Philippinen) ist ein philippinischer Profiboxer, ehemaliger WBO-Weltmeister im Strohgewicht und Halbfliegengewicht, ehemaliger IBF-Weltmeister im Fliegengewicht, sowie aktueller WBO-Weltmeister im Superfliegengewicht. Er ist, neben Manny Pacquiao und Nonito Donaire, einer von bisher nur drei asiatischen Boxern, welche Weltmeistertitel in vier Gewichtsklassen gewannen. Zudem ist er der Boxer mit den meisten gewonnenen WM-Kämpfen und Titelverteidigungen der philippinischen Sportgeschichte.

## Laufbahn
Donnie Nietes gewann sein Profidebüt am 25. April 2003 gegen Walter Suaybaguio. Im Mai 2004 gewann er die philippinische Meisterschaft im Halbfliegengewicht gegen Joseph Villasis. Seine erste und bisher einzige Niederlage erlitt er im September 2004 knapp nach Punkten gegen den zweifachen WBO-WM-Herausforderer Angky Angkotta.
Am 24. November 2006 gewann er den Asia-Pacific-Title der WBO im Strohgewicht durch K. o. in der zweiten Runde gegen den Indonesier Heri Amol und verteidigte den Titel jeweils vorzeitig gegen seine Landsmänner Jadsada Polyiam und Saengpetch Sor Sakulphan.
Mit einer Bilanz von 21 Siegen, einer Niederlage und drei Unentschieden boxte er am 30. September 2007 um den vakanten WBO-Weltmeistertitel im Strohgewicht und besiegte dabei seinen Landsmann Somporn Seeta (späterer WBA-Weltmeister) einstimmig nach Punkten. Anschließend verteidigte er den Titel gegen Eddy Castro (WBO # 9), Erik Ramirez (WBO # 2), Manuel Vargas (WBO-Interimsweltmeister) und Mario Rodríguez (späterer IBF-Weltmeister). Zudem besiegte er in einem Nichttitelkampf den zweifachen WBA-WM-Herausforderer Jesús Silvestre.
Ab 2011 boxte er im Halbfliegengewicht und gewann am 8. Oktober desselben Jahres auch hier den WBO-Weltmeistertitel durch einen einstimmigen Sieg gegen den Mexikaner Ramón Hirales. 2012 verteidigte er den Titel gegen den Mexikaner Felipe Salguero (WBO #7). 2013 folgten erfolgreiche Titelverteidigungen gegen Moisés Fuentes und Samuel Gutiérrez.
2014 verteidigte er den Titel erneut gegen Moises Fuentes und Carlos Velarde (WBO #5). 2015 besiegte er Gilberto Parra, Francisco Rodríguez junior und Juan Alejo. Seine letzte Titelverteidigung gewann er im Mai 2016 gegen Raúl García, ehemaliger IBF- und WBO-Weltmeister im Strohgewicht.
Im September 2016 boxte er im Fliegengewicht gegen Édgar Sosa und gewann einstimmig nach Punkten, wodurch er Intercontinental-Champion der WBO wurde. In seinem nächsten Kampf am 29. April 2017 schlug er seinen Landsmann Komgrich Nantapech und gewann dadurch den vakanten IBF-Weltmeistertitel im Fliegengewicht. Er wurde damit einer von bisher nur sieben asiatischen Boxern, welche Weltmeistertitel in drei Gewichtsklassen gewinnen konnten. Den IBF-Titel verteidigte er im Februar 2018 durch K. o. in der siebenten Runde gegen Juan Reveco, dreifacher WBA-Weltmeister im Halbfliegen- und Fliegengewicht.
Im April 2018 legte er den IBF-Titel nieder um ins Superfliegengewicht aufzusteigen, wo er am 8. September 2018 gegen Aston Palicte um den vakanten WBO-Weltmeistertitel kämpfte und ein Unentschieden erreichte. Den vakanten Titel gewann er jedoch am 31. Dezember 2018 nach Punkten gegen Kazuto Ioka, ehemaliger Weltmeister dreier Gewichtsklassen.
Seinen nächsten Kampf bestritt er erst im April 2021 im Superfliegengewicht und siegte gegen Pablo Carrillo.

## Familie
Seine Onkel Dan Nietes, Junie Nietes und Gerson Nietes, sowie sein Cousin Gerson Nietes junior waren ebenfalls Boxer.